# Unterer Niederrhein
Das Gebiet Unterer Niederrhein ist ein mit Verordnung von 1983 des Regierungspräsidiums Düsseldorf ausgewiesenes Europäisches Vogelschutzgebiet (Schutzgebietkennung DE-4203-401) im Nordwesten des deutschen Landes Nordrhein-Westfalen.
Die Vogelschutzrichtlinie der Europäischen Union dient der Erhaltung der wildlebenden, im Gebiet ihrer Mitgliedsstaaten heimischen Vogelarten und der Regelung des Schutzes, der Bewirtschaftung und der Regulierung dieser Vögel, ihrer Eier und Lebensräume.

## Lage
Die elf Teilgebiete des insgesamt fast 260 Quadratkilometer großen Vogelschutzgebiets „Unterer Niederrhein“ liegen im Stadtgebiet Duisburg sowie den Kreisen Kleve und Wesel. Sie erstrecken sich entlang des Niederrheins zwischen dem zu Duisburg gehörenden „Binsheimer Feld“ im Südosten und der Grenze zu den Niederlanden im Nordwesten.

## Beschreibung
Das Schutzgebiet „Unterer Niederrhein“ ist das zweitgrößte Vogelschutzgebiet Nordrhein-Westfalens. Es wird als „Deichvor- bzw. Deichhinterland des Rheins mit typischer, historisch gewachsener Stromtal-Kulturlandschaft, im Spätsommer häufig trocken fallenden Sand- und Schlickufern, ausgedehnten, episodisch überschwemmten Grünlandflächen (Weiden und Mähweiden), Altarmen, Altstromrinnen und Kolken mit ihren Schwimmblatt- und Verlandungsröhrichten, Silberweidenwäldern und Weidengebüschen, Abgrabungsgewässern sowie Hecken, Kopfbäumen und Ackerflächen“ beschrieben.
Neben der herausragenden Bedeutung des Vogelschutzgebietes für Bläss- und Waldsaatgans, hat das Gebiet mit seinen zahlreichen Gewässern einerseits für viele hier brütende Vogelarten wie Flussseeschwalbe, Löffelente, Teichrohrsänger, Trauerseeschwalbe und Tüpfelsumpfhuhn landesweite Bedeutung, andererseits wird es neben den Gänsen von vielen weiteren Vogelarten wie Bruchwasserläufer, Rohrdommel, Singschwan, Zwergschwan und Zwergsäger als Rast- und Überwinterungsgebiet genutzt.

### Lebensraumklassen
|                                                                |                                                                |  |      |      |
| N06 – Binnengewässer, stehend und fließend                     | N06 – Binnengewässer, stehend und fließend                     |  | 17 % | 17 % |
| N07 – Moore, Sümpfe, Uferbewuchs                               | N07 – Moore, Sümpfe, Uferbewuchs                               |  | 2 %  | 2 %  |
| N08 – Trockenrasen, Steppen, Heide, Gestrüpp0                  | N08 – Trockenrasen, Steppen, Heide, Gestrüpp0                  |  | 1 %  | 1 %  |
| N10 – Feuchtes und mesophiles Grünland                         | N10 – Feuchtes und mesophiles Grünland                         |  | 14 % | 14 % |
| N14 – Melioriertes Grünland                                    | N14 – Melioriertes Grünland                                    |  | 34 % | 34 % |
| N15 – Anderes Ackerland                                        | N15 – Anderes Ackerland                                        |  | 28 % | 28 % |
| N16 – Laubwald                                                 | N16 – Laubwald                                                 |  | 2 %  | 2 %  |
| N20 – Kunstforste                                              | N20 – Kunstforste                                              |  | 1 %  | 1 %  |
| N22 – Binnenlandfelsen, Geröll- und Schutthalden, Sandflächen0 | N22 – Binnenlandfelsen, Geröll- und Schutthalden, Sandflächen0 |  | 1 %  | 1 %  |
|                                                                |                                                                |  |      |      |

### Lebensraumtypen
Folgende Lebensraumtypen sind im Vogelschutzgebiet beschrieben:
- 3130 – Oligo- bis mesotrophe stehende Gewässer mit Vegetation der Littorelletea uniflorae und/oder der Isoëto-Nanojuncetea
- 3150 – Natürliche eutrophe Seen mit einer Vegetation des Großlaichkrauts oder Hydrocharition
- 3260 – Flüsse der planaren bis montanen Stufe mit Vegetation des Ranunculion fluitantis
- 3270 – Flüsse mit Schlammbänken mit Vegetation von Pionierpflanzen
- 6210 – Naturnahe Kalktrockenrasen und deren Verbuschungsstadien
- 6430 – Feuchte Hochstaudenfluren der planaren und montanen bis alpinen Stufe
- 6510 – Magere Flachland-Mähwiesen
- 91E0 – Auen-Wälder mit Schwarzerle und Gemeiner Esche
- 91F0 – Hartholzauenwälder mit Stieleiche, Flatterulme, Gemeiner Esche und Schmalblättriger Esche

## Schutzzweck
Wesentlicher Schutzzweck ist die Erhaltung und Optimierung der Brut- und Rastgebiete, Maßnahmen, die mit Versiegelung oder Zerschneidung verbunden sind, sollten unterbleiben.
Die gebietsbezogenen Erhaltungsziele und Erhaltungsmaßnahmen sind aber je nach Art unterschiedlich beschrieben.

### Brutvögel

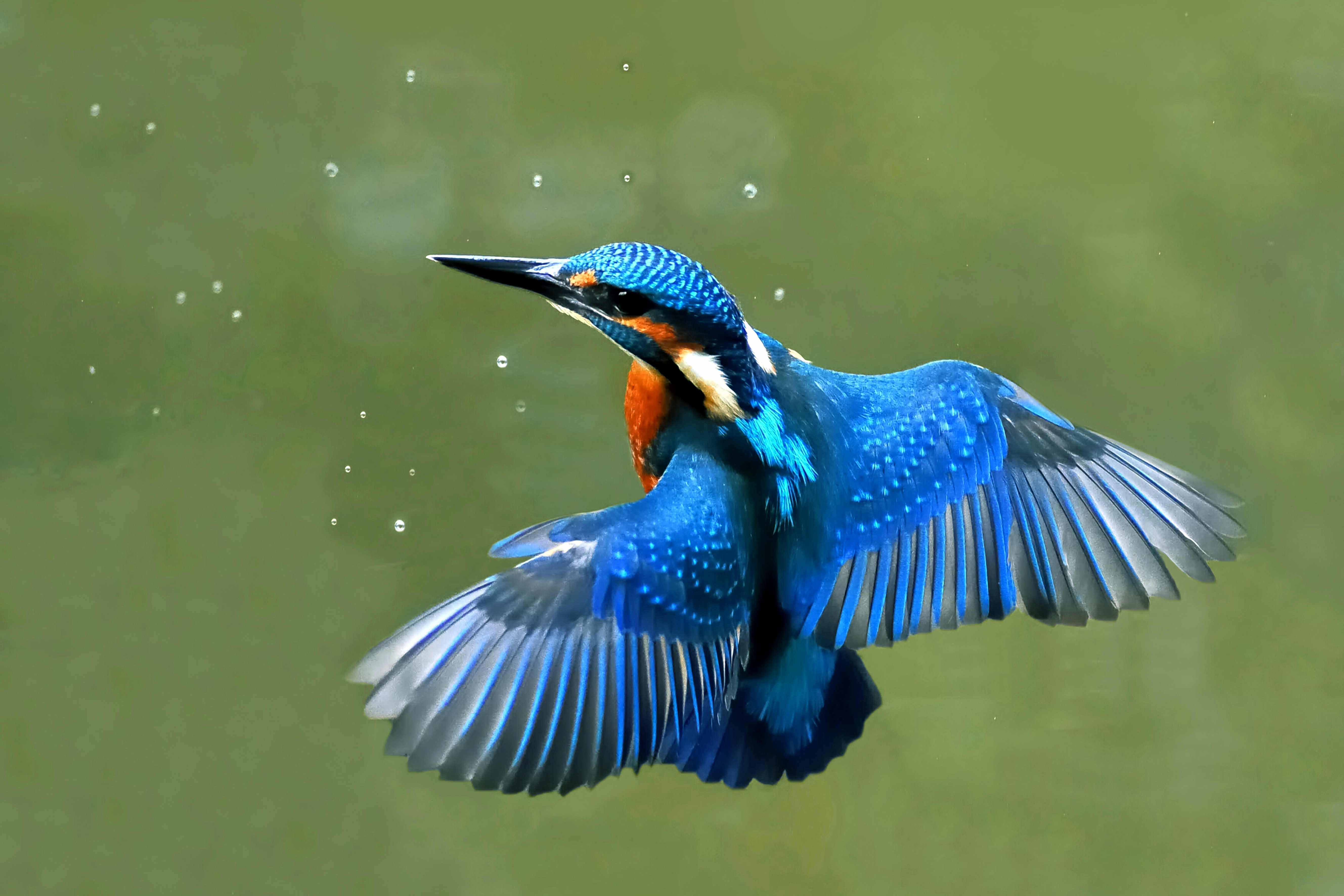
Eisvogel im Schwebflug

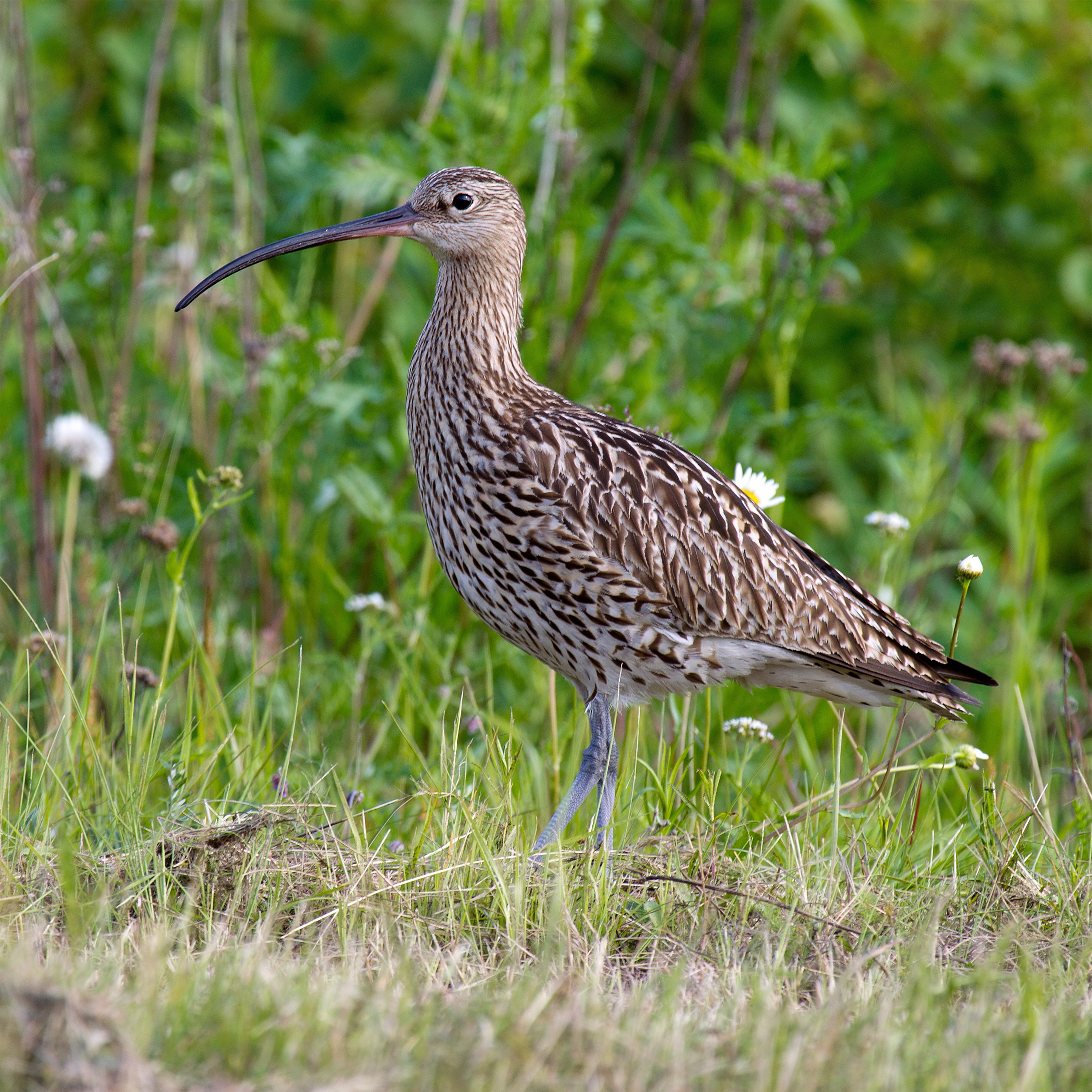
Großer Brachvogel

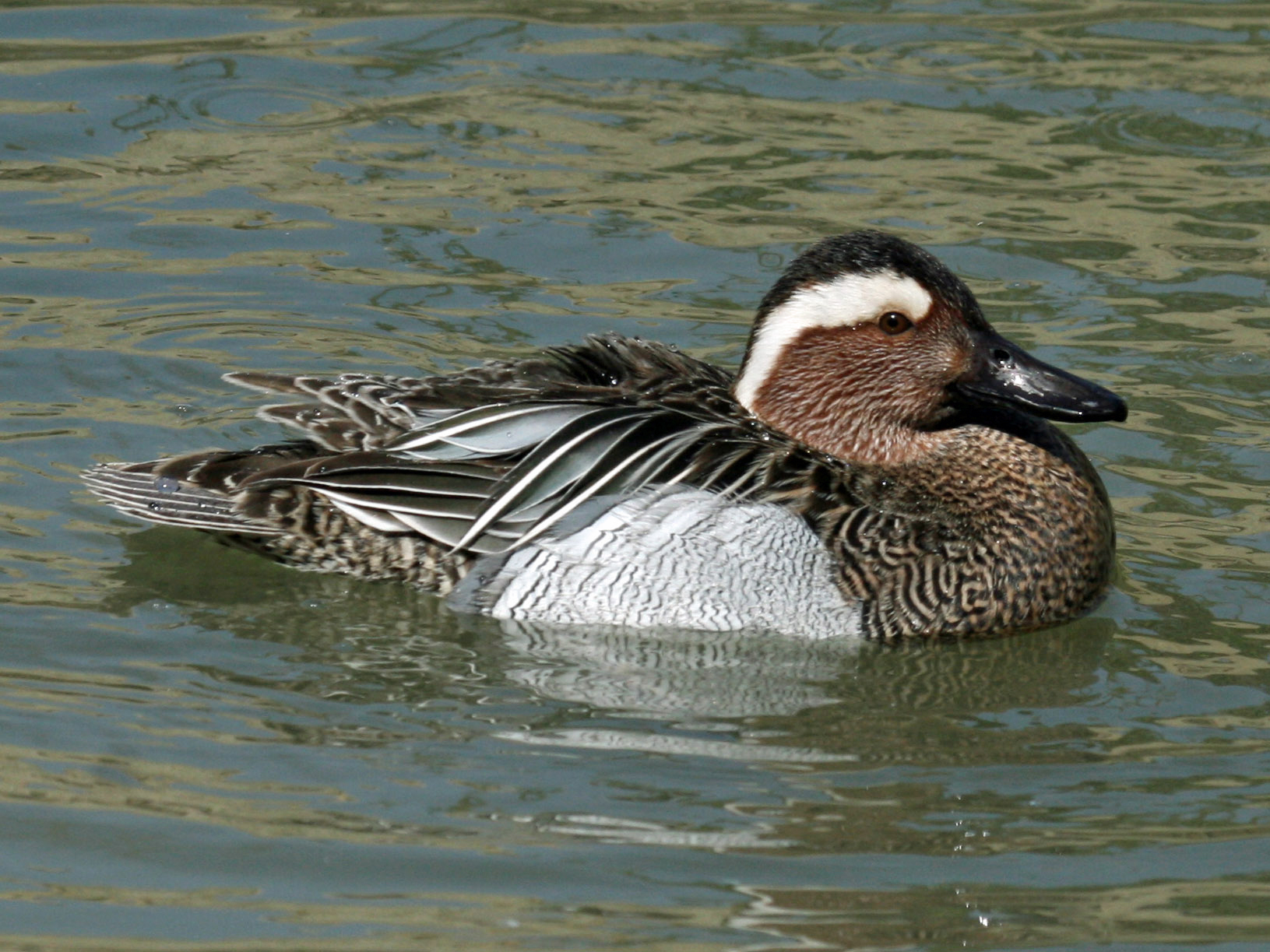
Knäkente

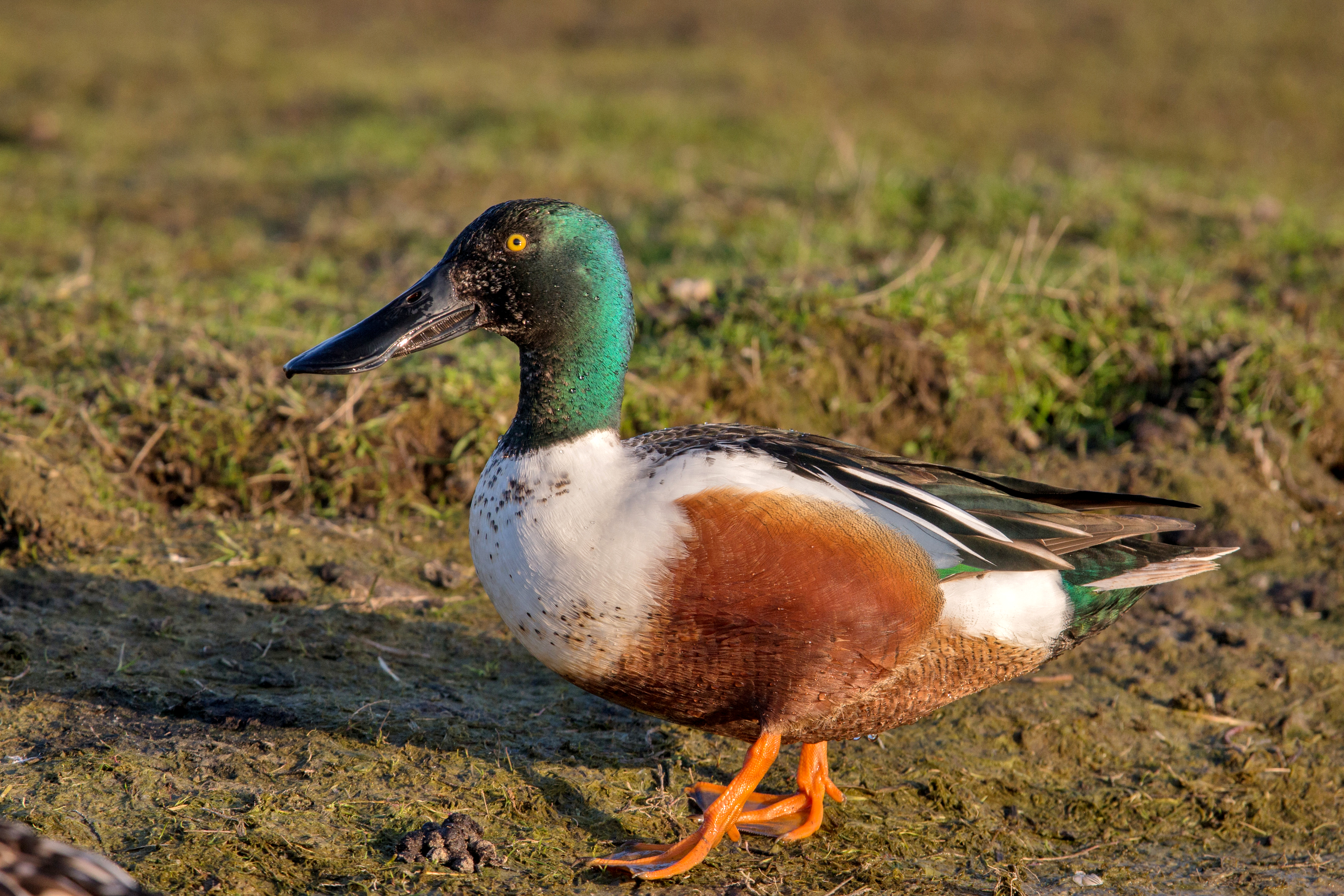
Löffelente

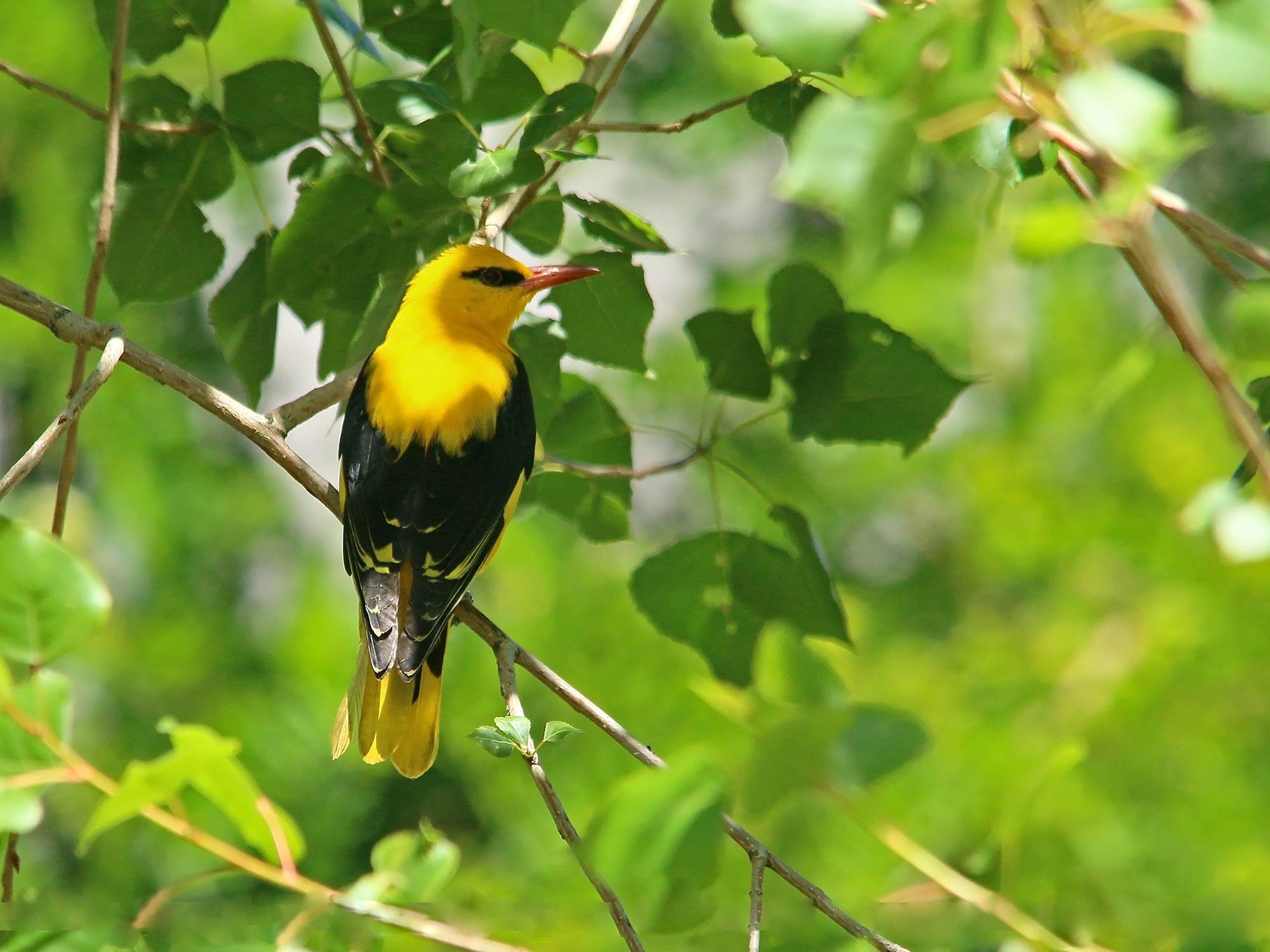
Pirol

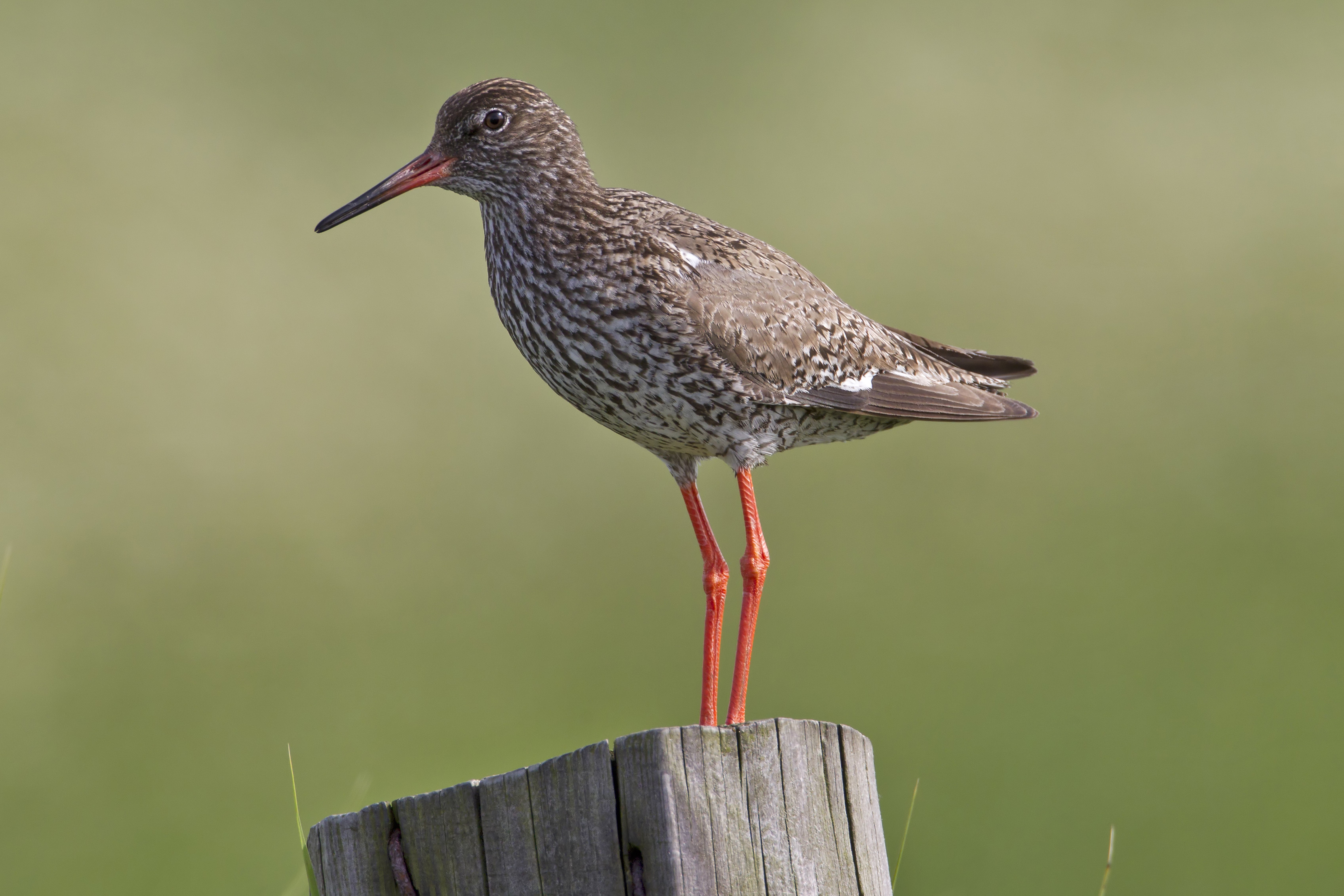
Rotschenkel

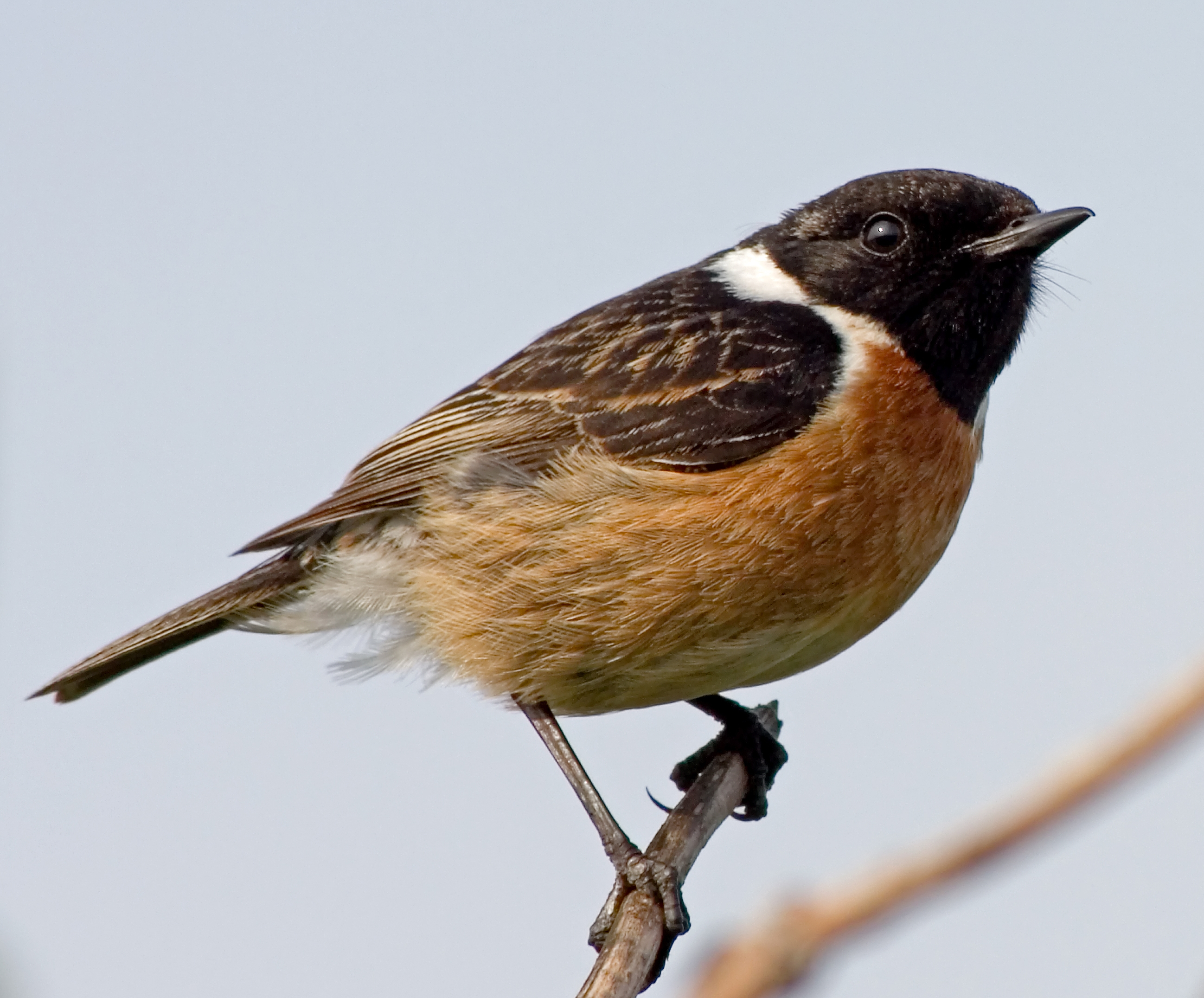
Schwarzkehlchen

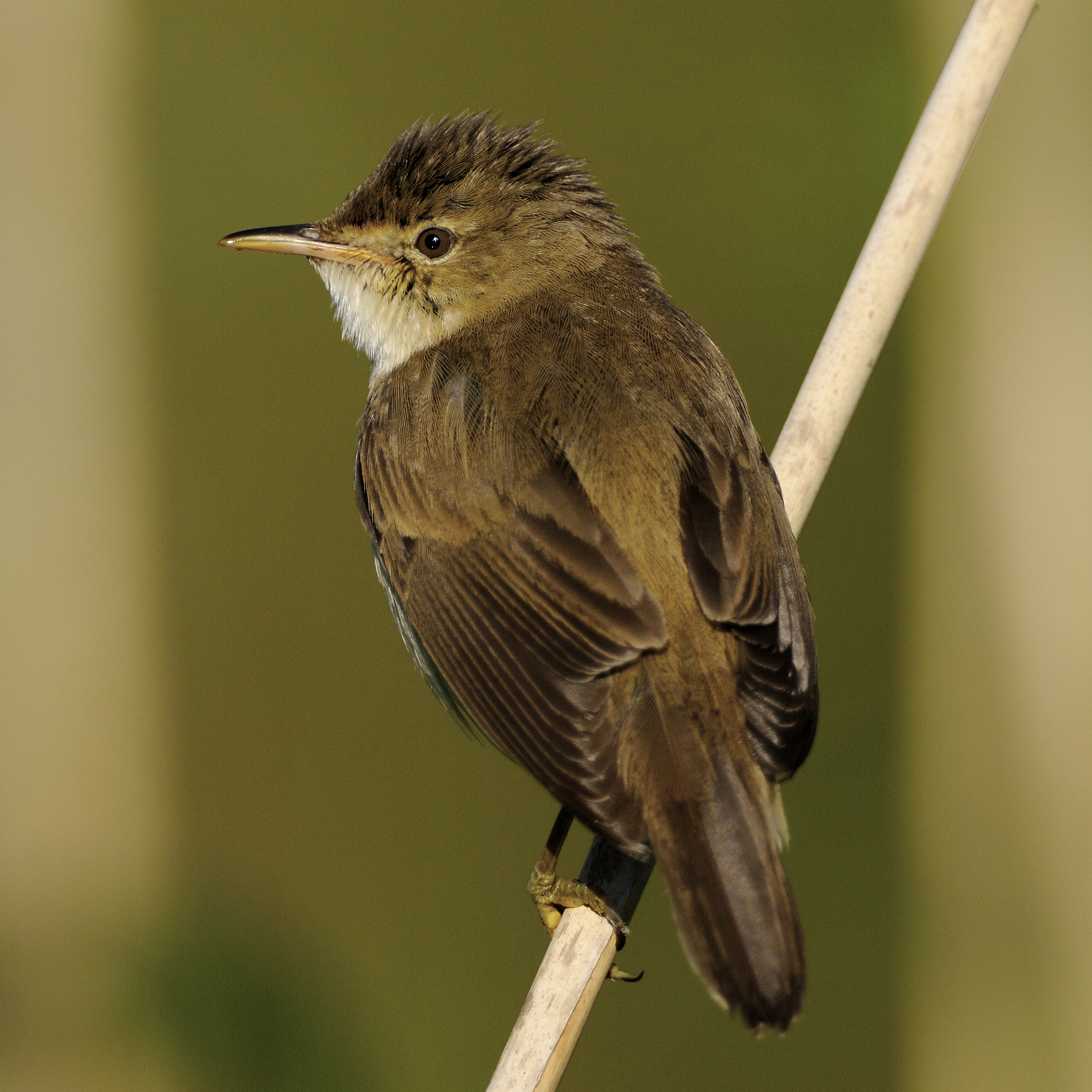
Teichrohrsänger

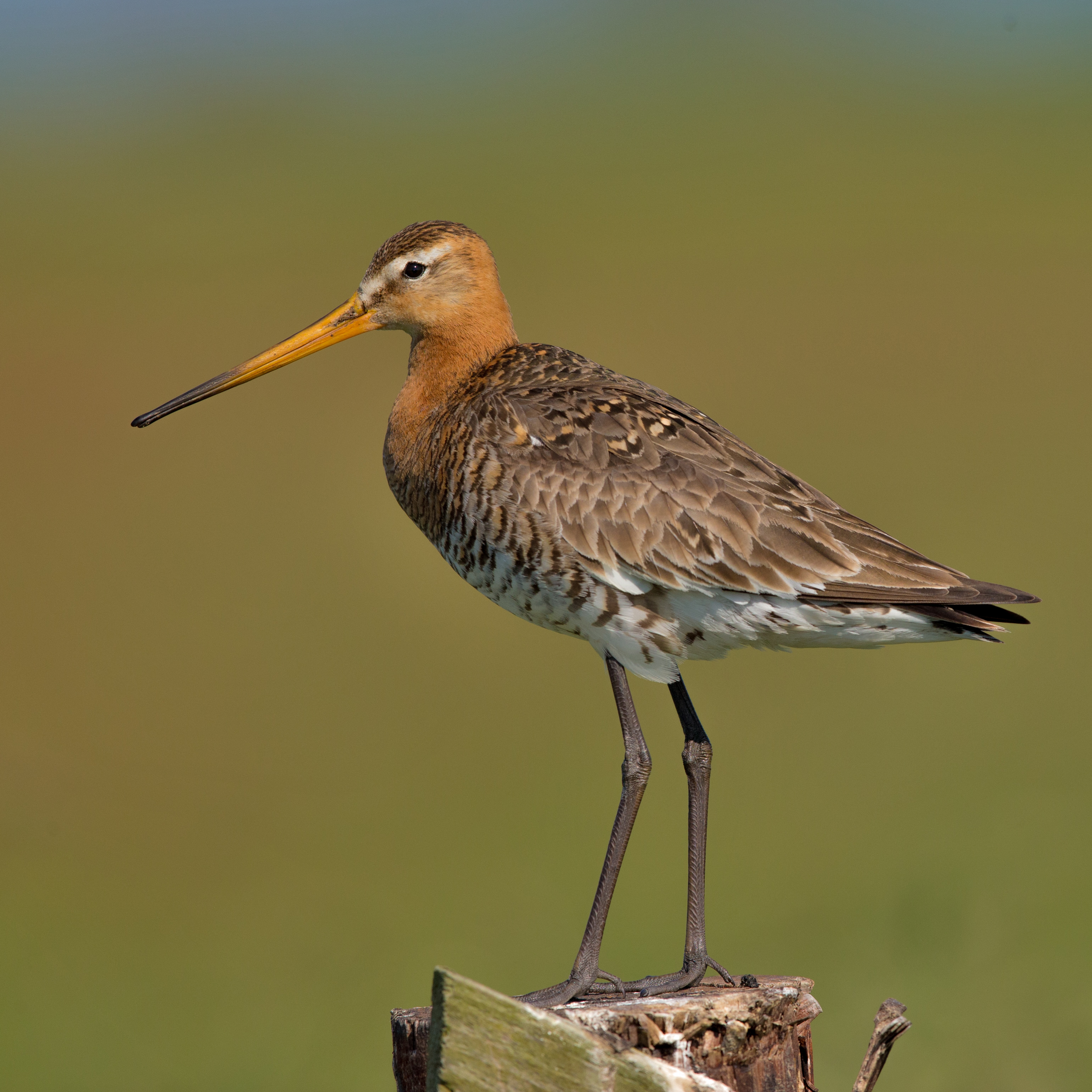
Uferschnepfe

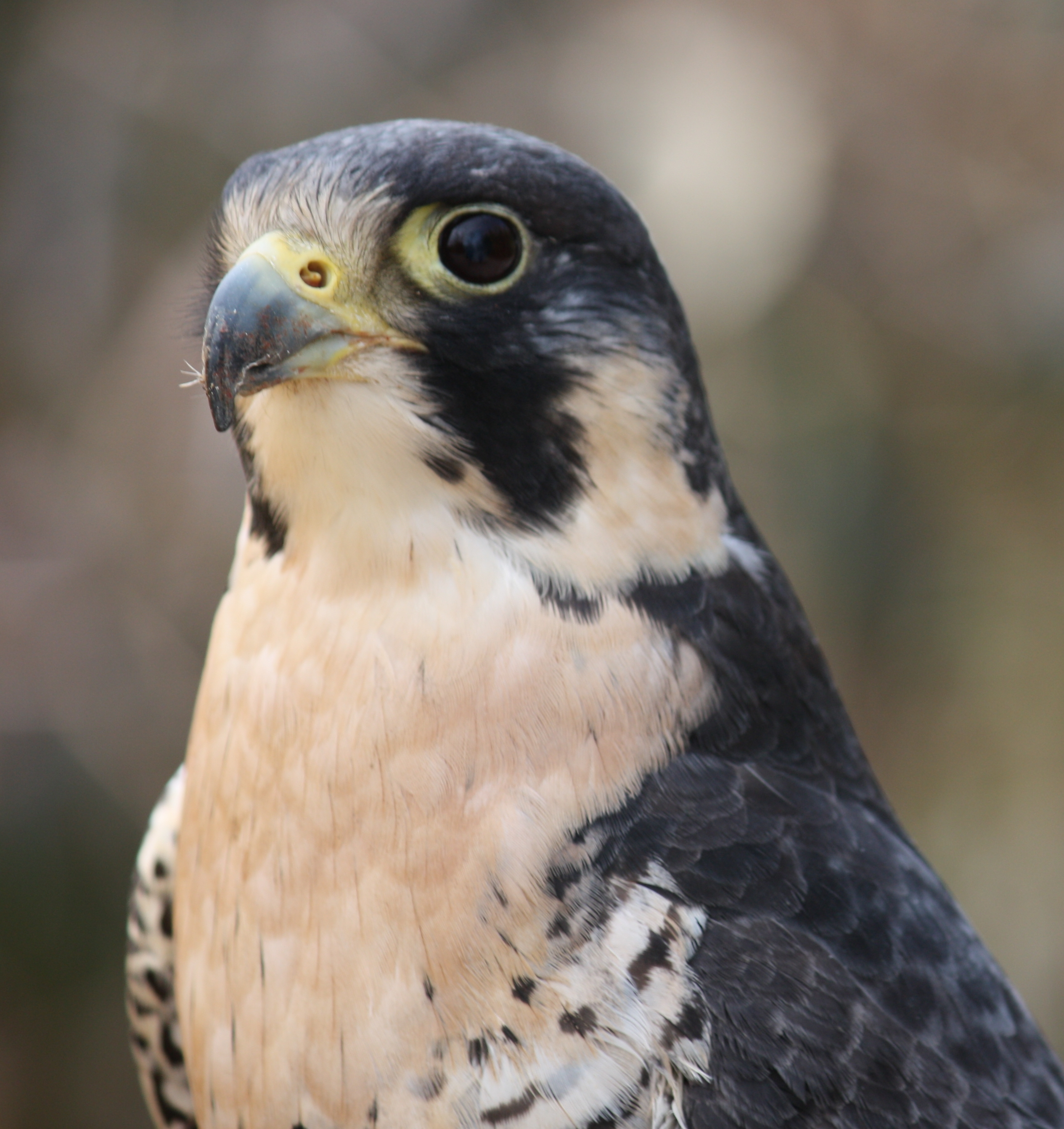
Wanderfalke

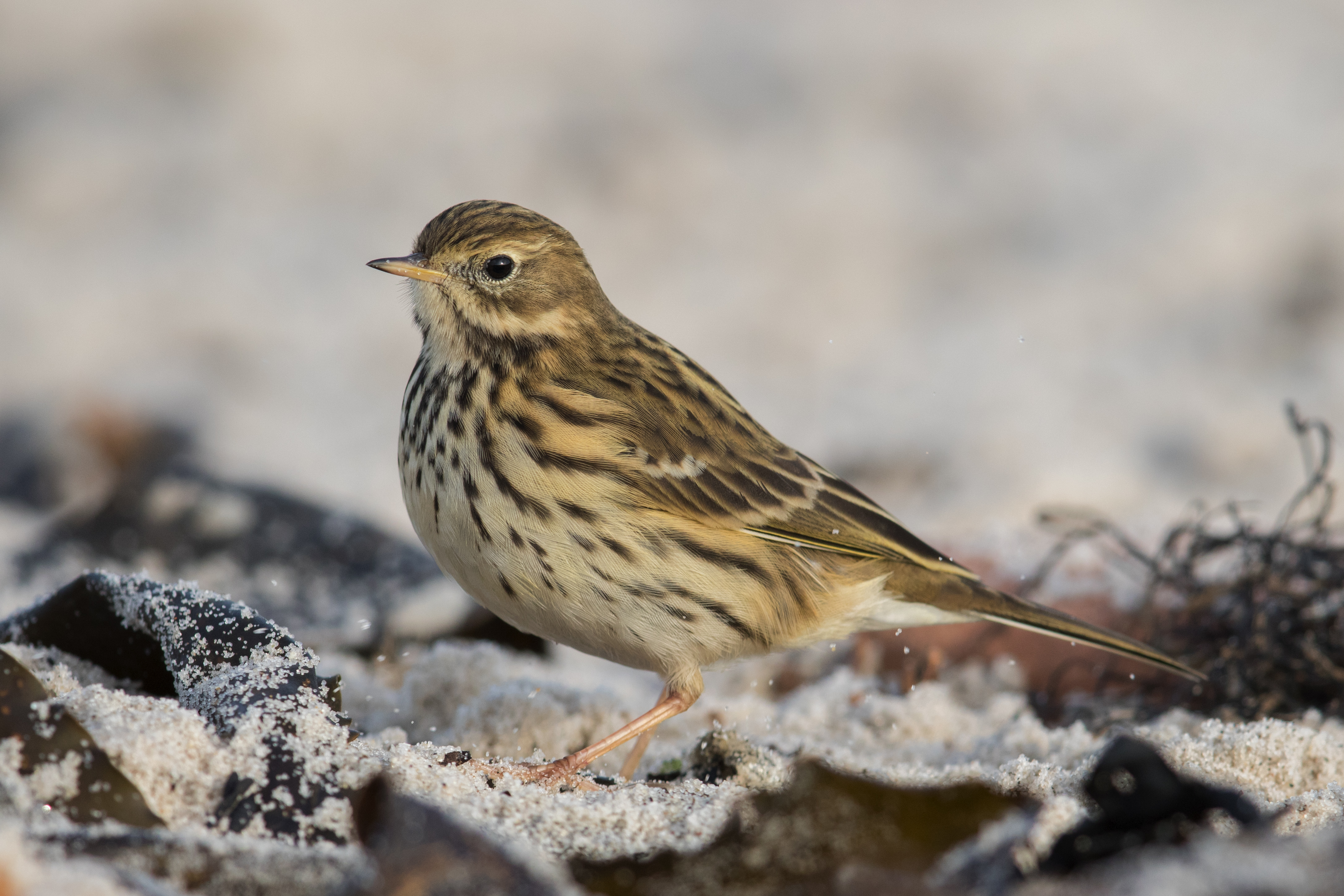
Wiesenpieper

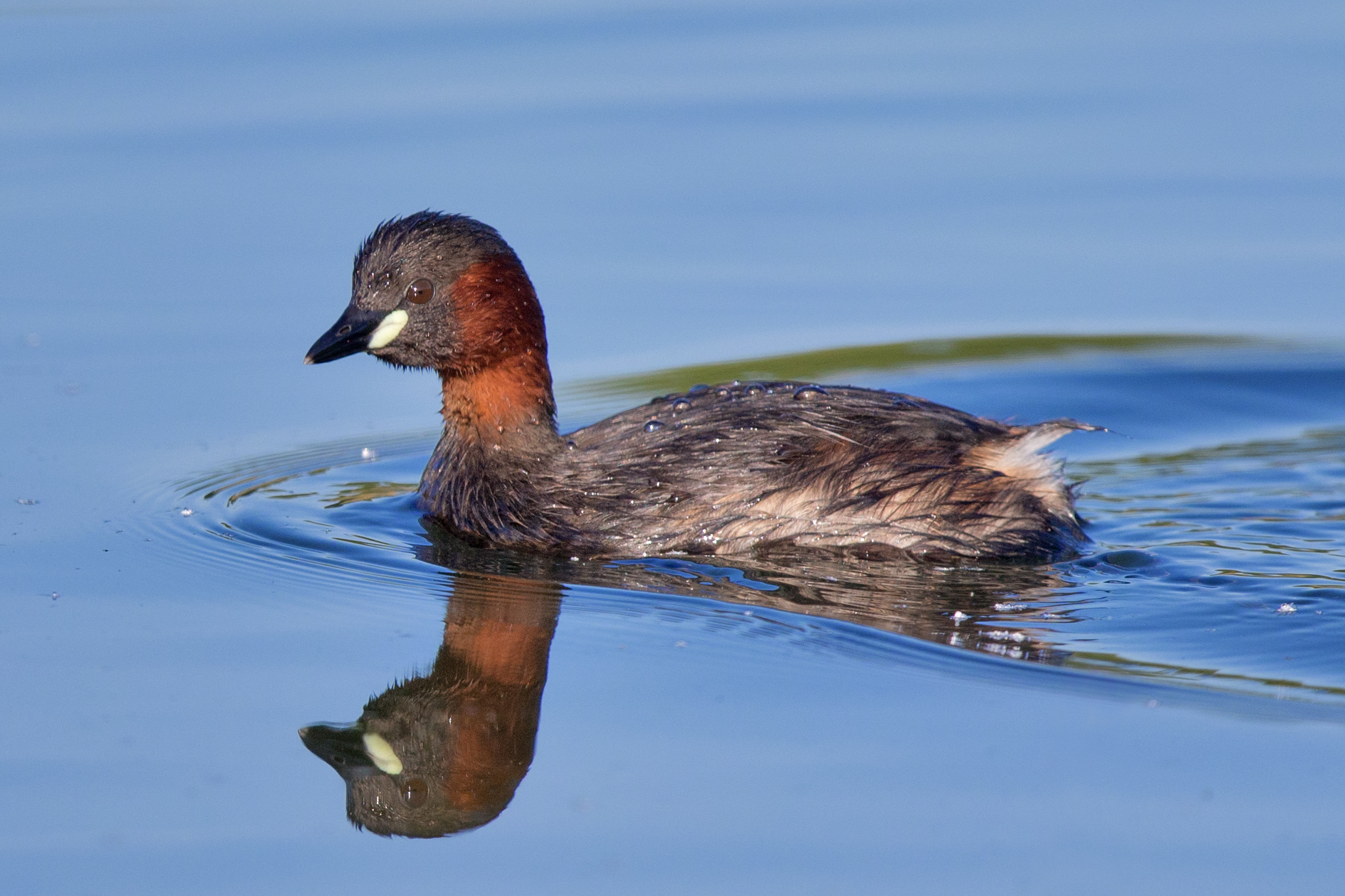
Zwergtaucher

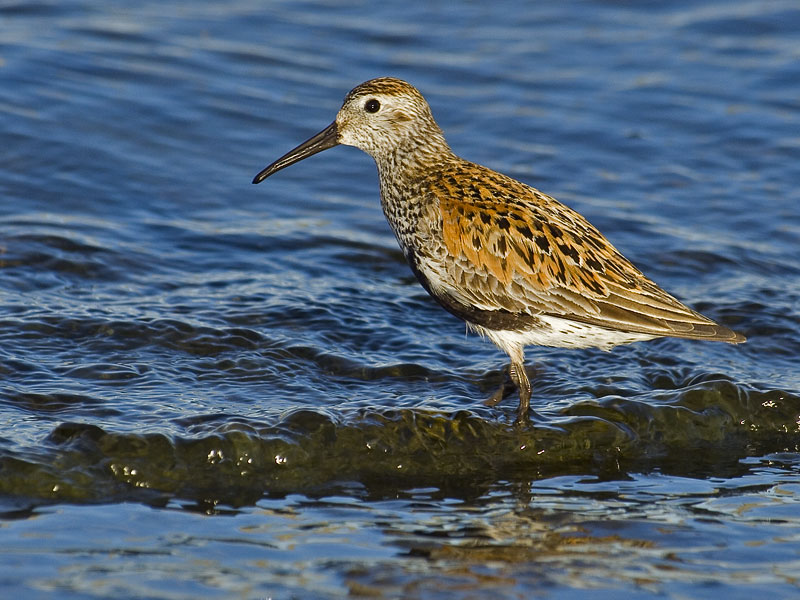
Alpenstrandläufer
Erhaltung und Entwicklung von geeigneten Nahrungsflächen (Flachwasserzonen, Schlammufer, Feucht- und Nassgrünland, Überschwemmungsflächen), die Erhaltung und Entwicklung von dynamischen Auenbereichen und großflächigen Feuchtgebieten mit einer naturnahen Überflutungsdynamik, die Verbesserung des Wasserhaushaltes zur Stabilisierung eines hohen Grundwasserstandes in Feuchtgebieten, die Wiedervernässung, die Anlage von Kleingewässern und Flachwassermulden sowie die Vermeidung von Störungen an Rast- und Nahrungsflächen
Baumfalke
Erhaltung und Entwicklung von strukturreichen Kulturlandschaften mit geeigneten Nahrungsflächen (Feuchtgrünland, Kleingewässer, Heiden, Moore, Saum- und Heckenstrukturen, Feldgehölze), die Verbesserung des Wasserhaushaltes zur Stabilisierung eines hohen Grundwasserstandes im Bereich der Nahrungsflächen (vor allem libellenreiche Lebensräume), die Verbesserung der agrarischen Lebensräume durch Extensivierung der Flächennutzung, die Erhaltung der Brutplätze mit einem störungsarmen Umfeld sowie die Vermeidung von Störungen an den Brutplätzen (Mai bis August)

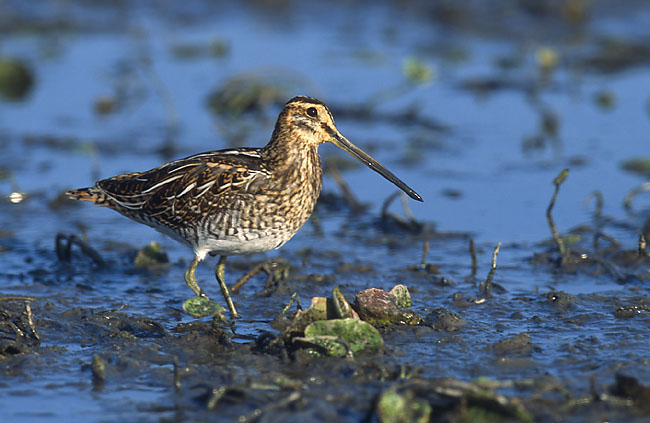
Bekassine
Erhaltung der Feuchtwiesenkomplexe, insbesondere mit Streuwiesen oder extensiv genutzten Nasswiesen, der naturnahen Moore, der Verlandungszonen stehender Gewässer mit lichtem Schilfröhricht oder Seggenrieden, der Lebensräume ohne Gefahrenquellen wie Freileitungen, Erhaltung von zeitweise überschwemmten Senken, nassen Ackerbereichen und ständig Wasser führenden Gräben, von Gras-, Röhricht- und Staudensäumen sowie Erhaltung störungsfreier oder zumindest störungsarmer Fortpflanzungsstätten während der Fortpflanzungszeit vom 15. Februar bis zum 15. August
Blaukehlchen
Erhaltung und Entwicklung von störungsarmen Altschilfbeständen mit vegetationsfreien Schlammflächen und Feuchtgebüschen an Still- und Fließgewässern, Feuchtgebieten, Mooren, die Entwicklung von Sukzessionsstadien in den Randbereichen, die gegebenenfalls behutsame Schilfmahd unter Erhalt eines hohen Anteils an Altschilf, die Verbesserung des Wasserhaushaltes zur Stabilisierung eines hohen Grundwasserstandes in Feuchtgebieten, die Verbesserung des Nahrungsangebotes im Umfeld der Brutplätze sowie die Vermeidung von Störungen an den Brutplätzen (April bis Juli)
Brandgans
Erhaltung und Entwicklung von Altarmen und Altwässern großer Flüsse mit Flachwasserzonen und Schlickufern, die Renaturierung von Auenbereichen und Fließgewässern sowie die Vermeidung von Störungen an den Brutplätzen von März bis Juni
Eisvogel
Erhaltung und Entwicklung von dynamischen Fließgewässersystemen mit Überschwemmungszonen, Prallhängen, Steilufern, die Vermeidung der Zerschneidung der besiedelten Lebensräume, die Erhaltung und Förderungeines dauerhaften Angebotes natürlicher Nistplätze, die schonende Gewässerunterhaltung unter Berücksichtigung der Ansprüche der Art, die Reduzierung von Nährstoff-, Schadstoff- und Sedimenteinträgen im Bereich der Nahrungsgewässer sowie die Vermeidung von Störungen an den Brutplätzen von März bis September
Flussregenpfeifer
Erhaltung und Entwicklung von dynamischen Auenbereichen sowie Förderung einer intakten Flussmorphologie mit einer naturnahen Überflutungs- und Geschiebedynamik, die Erhaltung und Entwicklung von vegetationsarmen Kies- und Schotterbänken an Flüssen, Seen, Sand- und Kiesgruben, die Umsetzung von Rekultivierungskonzepten in Abbaugebieten nach den Ansprüchen der Art, die Verhinderung der Sukzession durch Entbuschung und Pflege sowie die Vermeidung von Störungen an den Brutplätzen und Nahrungsflächen von April bis Juli
Flussseeschwalbe
Erhaltung und Entwicklung von dynamischen Auenbereichen und großflächigen Feuchtgebieten sowie Förderung einer intakten Flussmorphologie mit einer naturnahen Überflutungs- und Geschiebedynamik (Rückbau von Uferbefestigungen, Schaffung von Retentionsflächen), die Erhaltung und Entwicklung von vegetationsarmen Kies- und Schotterbänken an Flüssen, Seen und an Abgrabungsgewässern sowie die Vermeidung von Störungen an den Brutplätzen (Mai bis Juli) sowie an Rast- und Nahrungsflächen
Gartenrotschwanz
Erhaltung und Entwicklung von kleinräumig strukturierten Dörfern, alten Obstwiesen und -weiden, Baumreihen, Feldgehölzen sowie von Parkanlagen und Gärten mit alten Obstbaumbeständen, die Erhaltung und Entwicklung von alten, lichten Laub- und Mischwaldbeständen mit hohen Alt- und Totholzanteilen, die Erhaltung, Förderung und Pflege von Kopfbäumen, Hochstammobstbäumen und anderen Höhlenbäumen sowie die Verbesserung des Nahrungsangebotes im Umfeld der Brutplätze
Großer Brachvogel
Erhaltung und Entwicklung von feuchten Extensivgrünländern, Überschwemmungsflächen sowie von Feuchtgebieten mit Flachwasserzonen und Schlammflächen, die Vermeidung der Zerschneidung und Verinselung der Lebensräume, die Verbesserung des Wasserhaushaltes zur Stabilisierung eines hohen Grundwasserstandes, die Anlage von Kleingewässern und Flachwassermulden, die Extensivierung der Grünlandnutzung (Mahd erst ab 15. Juni, möglichst keine Beweidung oder geringer Viehbesatz bis zum 15. Juni, kein Walzen nach dem 15. März, reduzierte Düngung, keine Pflanzenschutzmittel), die Sicherung der Brutplätze (Gelegeschutz) sowie die Vermeidung von Störungen an den Brut- (März bis Juni), Rastplätzen und Nahrungsflächen
Kiebitz
Erhaltung und Entwicklung von feuchten Extensivgrünländern sowie von Feuchtgebieten mit Flachwasserzonen und Schlammflächen, die Vermeidung der Zerschneidung und Verinselung der besiedelten Lebensräume, die Verbesserung des Wasserhaushaltes zur Stabilisierung eines hohen Grundwasserstandes, die Anlage von Flachwassermulden, die Extensivierung der Acker- und Grünlandnutzung (Grünlandmahd erst ab dem 1. Juni, möglichst keine Beweidung oder geringer Viehbesatz bis zum 1. Juni, kein Walzen nach dem 15. März, Maiseinsaat erst nach Mitte Mai, doppelter Reihenabstand bei Getreideeinsaat, Anlage von Ackerrandstreifen, Anlage und Pflege von Acker-Stilllegungsflächen und Brachen, reduzierte Düngung, keine Pflanzenschutzmittel) sowie die Vermeidung von Störungen an den Brutplätzen (März bis Anfang Juni)
Knäkente
Erhaltung und Entwicklung von störungsarmen Nieder- und Hochmooren, Auen und Altarmen, Stillgewässern, Seen und Kleingewässern mit natürlichen Verlandungszonen, vegetationsreichen Uferröhrichten und angrenzenden Feuchtwiesen, die Verbesserung des Wasserhaushaltes zur Stabilisierung eines hohen Grundwasserstandes in Feuchtgebieten und Grünländern, die schonende Gewässerunterhaltung, die Reduzierung von Nährstoff- und Schadstoffeinträgen im Bereich der Brut- und Nahrungsplätze durch Anlage von Pufferzonen sowie die Vermeidung von Störungen an den Brutplätzen (April bis August) sowie an Rast- und Nahrungsflächen
Krickente
Erhaltung und Entwicklung von störungsarmen Nieder- und Hochmooren, Auen und Altarmen, Stillgewässern, Seen und Kleingewässern mit natürlichen Verlandungszonen, vegetationsreichen Uferröhrichten und angrenzenden Feuchtwiesen, die Verbesserung des Wasserhaushaltes zur Stabilisierung eines hohen Grundwasserstandes in Feuchtgebieten und Grünländern, die schonende Gewässerunterhaltung, die Reduzierung von Nährstoff- und Schadstoffeinträgen im Bereich der Brut- und Nahrungsplätze durch Anlage von Pufferzonen sowie die Vermeidung von Störungen an den Brutplätzen (April bis Juli) sowie an Rast- und Nahrungsflächen
Löffelente
Erhaltung und Entwicklung von störungsarmen Nieder- und Hochmooren, Auen und Altarmen, Stillgewässern, Seen und Kleingewässern mit natürlichen Verlandungszonen, vegetationsreichen Uferröhrichten und angrenzenden Feuchtwiesen, Verbesserung des Wasserhaushaltes zur Stabilisierung eines hohen Grundwasserstandes in Feuchtgebieten und Grünländern, die schonende Gewässerunterhaltung, die Reduzierung von Nährstoff- und Schadstoffeinträgen im Bereich der Brut- und Nahrungsplätze durch Anlage von Pufferzonen sowie die Vermeidung von Störungen an den Brutplätzen (April bis August) sowie an Rast- und Nahrungsflächen
Nachtigall
Erhaltung und Entwicklung von unterholzreichen Laubmischwäldern und Gehölzen in Gewässernähe sowie von dichten Gebüschen an Dämmen, Böschungen, Gräben und in Parkanlagen, die Erhaltung und Entwicklung von nahrungs- und deckungsreichen Habitatstrukturen (vor allem dichte Krautvegetation, hohe Staudendickichte, dichtes Unterholz), die Verbesserung des Wasserhaushaltes zur Stabilisierung eines lebensraumtypischen Wasserstandes in Feucht- und Auwäldern sowie Feuchtgebieten sowie die Verbesserung des Nahrungsangebotes im Umfeld der Brutplätze
Pirol
Erhaltung und Entwicklung von lebensraumtypischen Weichholz- und Hartholzauenwäldern, Bruchwäldern sowie von lichten feuchten Laubmischwäldern mit hohen Altholzanteilen, die Erhaltung und Entwicklung von feuchten Feldgehölzen und Anlagen mit alten hohen Baumbeständen, die Verbesserung des Wasserhaushaltes zur Stabilisierung eines lebensraumtypischen Wasserstandes in Feucht- und Auwäldern sowie des Nahrungsangebotes im Umfeld der Brutplätze
Rohrweihe
Erhaltung und Entwicklung von störungsfreien Röhricht- und Schilfbeständen sowie einer natürlichen Vegetationszonierung im Uferbereich von Feuchtgebieten und Gewässern, die Vermeidung der Zerschneidung und Verinselung der besiedelten Lebensräume, die Erhaltung und Entwicklung von geeigneten Nahrungsflächen, die Verbesserung des Nahrungsangebotes, die Verbesserung des Wasserhaushaltes zur Stabilisierung eines hohen Grundwasserstandes in Feuchtgebieten, die Sicherung der Getreidebruten sowie die Vermeidung von Störungen an den Brutplätzen (April bis August)
Rostgans
Erhaltung und Entwicklung von Altarmen und Altwässern großer Flüsse mit Flachwasserzonen und Schlickufern, die Renaturierung von Auenbereichen und Fließgewässern sowie die Vermeidung von Störungen an den Brutplätzen von März bis Juli
Rotschenkel
Erhaltung und Entwicklung von feuchten Extensivgrünländern, Überschwemmungsflächen, Mooren sowie von Feuchtgebieten mit Flachwasserzonen und Schlammflächen, die Vermeidung der Zerschneidung und Verinselung der Lebensräume durch Straßenbau oder Windenergieanlagen, die Verbesserung des Wasserhaushaltes zur Stabilisierung eines hohen Grundwasserstandes in Feuchtgebieten und Grünländern, die Anlage von Kleingewässern und Flachwassermulden, die Extensivierung der Grünlandnutzung (Mahd erst ab 15. Juni, möglichst keine Beweidung oder geringer Viehbesatz bis zum 15. Juni, kein Walzen nach dem 15. März, reduzierte Düngung, keine Pflanzenschutzmittel), die Sicherung der Brutplätze (Gelegeschutz) sowie die Vermeidung von Störungen an den Brutplätzen (März bis Juni) sowie an Rast- und Nahrungsflächen
Schnatterente
Erhaltung und Entwicklung von Auen, Altarmen und Seen mit flachen, dichten und vegetationsreichen Ufergürteln sowie Röhrichten, die Reduzierung von Nährstoff- und Schadstoffeinträgen im Bereich der Brut- und Nahrungsplätze durch Anlage von Pufferzonen bzw. Nutzungsextensivierung sowie die Vermeidung von Störungen an den Brutplätzen (April bis Juli) sowie an Rast- und Nahrungsflächen
Schwarzkehlchen
Erhaltung und Entwicklung von extensiv genutzten Offenlandflächen mit insektenreichen Nahrungsflächen, die Extensivierung der Grünlandnutzung (Grünlandmahd erst ab dem 15. Juli, Mosaikmahd von kleinen Teilflächen, keine Düngung, keine Pflanzenschutzmittel), die habitaterhaltenden Pflegemaßnahmen (extensive Beweidung (Schafen, Ziegen) mögl. ab 1. August, Entkusselung, Erhalt einzelner Büsche und Bäume) sowie die Vermeidung von Störungen an den Brutplätzen (April bis Juli)
Schwarzkopfmöwe
Erhaltung und Entwicklung von störungsfreien, vegetationsarmen Inseln und Verlandungsbereichen an Stillgewässern sowie die Vermeidung von Störungen an den Brutplätzen von Mitte April bis Juli
Schwarzmilan
Erhaltung und Entwicklung von alten, strukturreichen Laub- und Mischwäldern in Gewässernähe mit einem hohen Altholzanteil und lebensraumtypischen Baumarten, die Erhaltung und Entwicklung von naturnahen, fischreichen Nahrungsgewässern, die Verbesserung des Nahrungsangebotes (keine Pflanzenschutzmittel), die Erhaltung der Horstbäume mit einem störungsarmen Umfeld, die Vermeidung von Störungen an den Brutplätzen (April bis Juli) sowie die Entschärfung bzw. Absicherung von gefährlichen Strommasten und Freileitungen
Tafelente
Erhaltung und Entwicklung von naturnahen, störungsarmen Stillgewässern (Altarme, Seen, Rieselfelder) mit offener Wasserfläche und vegetationsreichen Uferröhrichten und einem guten Nahrungsangebot, die Verbesserung des Wasserhaushaltes zur Stabilisierung eines hohen Grundwasserstandes in Feuchtgebieten und Grünländern, die schonende Gewässerunterhaltung unter Berücksichtigung der Ansprüche der Art, die Reduzierung von Nährstoff- und Schadstoffeinträgen im Bereich der Brut- und Nahrungsplätze durch Anlage von Pufferzonen sowie die Vermeidung von Störungen an den Brutplätzen (April bis August) sowie an Rast- und Nahrungsflächen
Teichrohrsänger
Erhaltung und Entwicklung von störungsarmen Altschilfbeständen und Schilf-Rohrkolben-Gesellschaften an Still- und Fließgewässern, Gräben, Feuchtgebieten, Sümpfen, die gegebenenfalls behutsame Schilfmahd unter Erhalt eines hohen Anteils an Altschilf, die Verbesserung des Wasserhaushaltes zur Stabilisierung eines hohen Grundwasserstandes in Feuchtgebieten, die Verbesserung des Nahrungsangebotes im Umfeld der Brutplätze sowie die Vermeidung von Störungen an den Brutplätzen von Mai bis August
Trauerseeschwalbe
Erhaltung und Entwicklung von vegetationsreichen Gewässern mit ausgeprägter Schwimmblatt- und Ufervegetation und einer natürlichen Vegetationszonierung in den Uferbereichen, die Verbesserung des Wasserhaushaltes zur Stabilisierung eines hohen Grundwasserstandes in Feuchtgebieten, die Stützungsmaßnahmen durch Anlage von Brutflößen auf geeigneten Gewässern, die Bewahrung der Unzugänglichkeit aktueller und potenziell besiedelbarer Brutplätze sowie die Vermeidung von Störungen an den Brut- (Mai bis Juli), Rast- und Nahrungsplätzen
Tüpfelsumpfhuhn
Erhaltung und Entwicklung von extensiv genutzten Nassgrünländern mit Großseggenriedern und eingestreuten kleinen Wasserflächen oder Gräben, die Erhaltung und Entwicklung von Feuchtgebieten mit Röhricht- und Schilfbeständen und einer natürlichen Vegetationszonierung in den Uferbereichen, die Verbesserung des Wasserhaushaltes zur Stabilisierung eines hohen Grundwasserstandes in Feuchtgebieten, die gegebenenfalls behutsame Schilfmahd unter Erhalt eines hohen Anteils an Altschilf, die Verbesserung des Nahrungsangebotes im Umfeld der Brutplätze (reduzierte Düngung, keine Biozide) sowie die Vermeidung von Störungen an den Brutplätzen und Nahrungsflächen von April bis August
Uferschnepfe
Erhaltung und Entwicklung von feuchten Extensivgrünländern, Überschwemmungsflächen sowie von Feuchtgebieten mit Flachwasserzonen und Schlammflächen, die Vermeidung der Zerschneidung und Verinselung der Lebensräume, die Verbesserung des Wasserhaushaltes zur Stabilisierung eines hohen Grundwasserstandes in Feuchtgebieten und Grünländern, die Anlage von Kleingewässern und Flachwassermulden, die Extensivierung der Grünlandnutzung (Mahd erst ab 15. Juni, möglichst keine Beweidung oder geringer Viehbesatz bis zum 15. Juni, kein Walzen nach dem 15. Juni, reduzierte Düngung, keine Pflanzenschutzmittel), die Sicherung der Brutplätze (Gelegeschutz) sowie die Vermeidung von Störungen an den Brut- (März bis Juni), Rast- und Nahrungsplätzen
Uferschwalbe
Erhaltung und Entwicklung von dynamischen Fließgewässersystemen mit Prallhängen, Steilufern, und Flussbettverlagerungen, die Erhaltung und Entwicklung eines dauerhaften Angebotes geeigneter Nistplätze, die Erhaltung von Feuchtgebieten mit Schilfbeständen als Rast- und Sammelplatz, die schonende Gewässerunterhaltung sowie Umsetzung von Rekultivierungskonzepten in Abbaugebieten nach den Ansprüchen der Art sowie die Vermeidung von Störungen an den Brutplätzen von Mitte Mai bis Anfang September
Wachtelkönig
Erhaltung und Entwicklung von extensiv genutzten Mähwiesen, Feucht- und Nassbrachen, Großseggenriedern, Hochstauden- und Pionierfluren im Überflutungsbereich, die Vermeidung der Zerschneidung und Verinselung der besiedelten Lebensräume, die Verbesserung des Wasserhaushaltes zur Stabilisierung eines hohen Grundwasserstandes, die Extensivierung der Grünlandnutzung (Mahd im 200-m-Umkreis von Rufplätzen erst ab dem 1. August, möglichst Mosaikmahd von kleinen Teilflächen, Flächenmahd gegebenenfalls von innen nach außen, reduzierte Düngung, keine Pflanzenschutzmittel) sowie die Vermeidung von Störungen an den Brutplätzen (Mai bis August)
Wanderfalke
Erhaltung von offenen Felswänden, Felsbändern und Felskuppen mit Nischen und Überhängen (natürliche Felsen, Steinbrüche), das gegebenenfalls behutsame Freistellen von zuwachsenden Brutplätzen, die Erhaltung der Brutplätze an Bauwerken sowie die Vermeidung von Störungen an den Brutplätzen von März bis Juni
Wasserralle
Erhaltung und Entwicklung von naturnahen, störungsarmen Stillgewässern und langsam strömenden Fließgewässern mit einer natürlichen Vegetationszonierung im Uferbereich sowie von Gräben und Feuchtgebieten mit Röhricht- und Schilfbeständen, die Verbesserung des Wasserhaushaltes zur Stabilisierung eines hohen Grundwasserstandes, die behutsame Schilfmahd unter Erhalt eines hohen Anteils an Altschilf, die Verbesserung des Nahrungsangebotes im Umfeld der Brutplätze sowie die Vermeidung von Störungen an den Brutplätzen und Nahrungsflächen (April bis Juli)
Weißstorch
Erhaltung und Entwicklung von großflächigen, feuchten Extensivgrünländern und artenreichen Feuchtgebieten, die Vermeidung der Zerschneidung und Verinselung der besiedelten Lebensräume, die Verbesserung des Wasserhaushaltes zur Stabilisierung eines hohen Grundwasserstandes in Feuchtgebieten und Grünländern, die Anlage von Kleingewässern und Flachwassermulden, die Verbesserung der agrarischen Lebensräume durch Extensivierung der Grünlandnutzung sowie die Entschärfung bzw. Absicherung von gefährlichen Strommasten und Freileitungen
Weißwangengans
Erhaltung großräumiger, offener Landschaften mit freien Sichtverhältnissen und Flugkorridoren (Freihaltung der Lebensräume von Stromfreileitungen, Windenergieanlagen), die Erhaltung und Entwicklung von geeigneten Nahrungsflächen, die Erhaltung und Entwicklung von dynamischen Auenbereichen und großflächigen Feuchtgebieten mit einer naturnahen Überflutungsdynamik sowie die Vermeidung von Störungen an Brut-, Rast-, Nahrungs- und Schlafplätzen
Wiesenpieper
Erhaltung und Entwicklung von extensiv genutzten, feuchten Offenlandflächen mit insektenreichen Nahrungsflächen (zum Beispiel Nass-, Feucht-, Magergrünländer, Brachen, Heideflächen und Moore), die Verbesserung des Wasserhaushaltes zur Stabilisierung eines hohen Grundwasserstandes in Grünländern sowie die Extensivierung der Grünlandnutzung
Zwergtaucher
Erhaltung und Entwicklung von naturnahen, störungsarmen Stillgewässern mit dichter Schwimmblatt- und Ufervegetation, Verlandungszonen, die Verbesserung des Wasserhaushaltes zur Stabilisierung eines hohen Grundwasserstandes in Feuchtgebieten, die Reduzierung von Nährstoff- und Schadstoffeinträgen im Bereich der Brutplätze durch Anlage von Pufferzonen bzw. Nutzungsextensivierung sowie die Vermeidung von Störungen an den Brutplätzen (April bis Anfang September) und an Rast- und Nahrungsflächen

### Zugvögel und Wintergäste

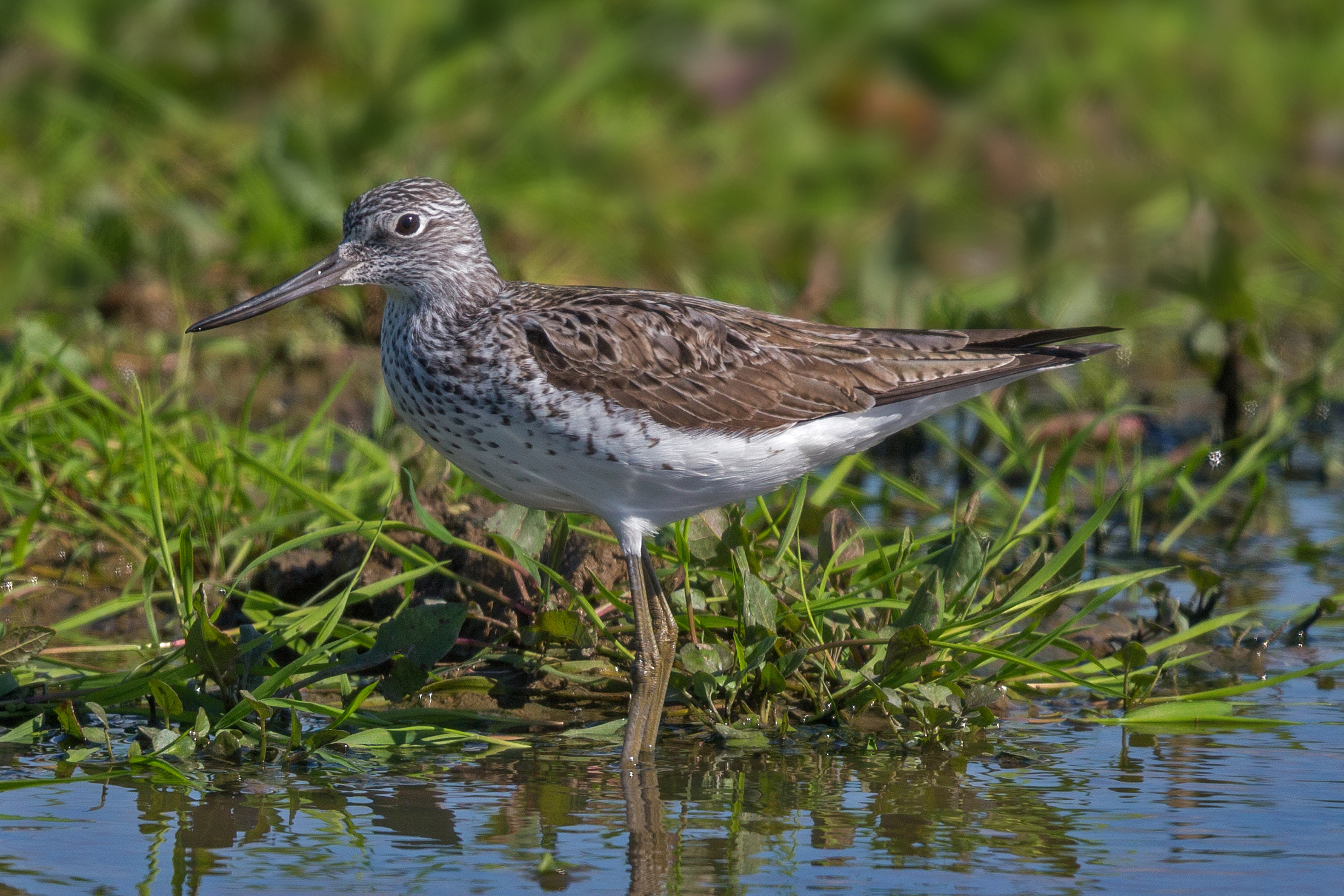
Grünschenkel

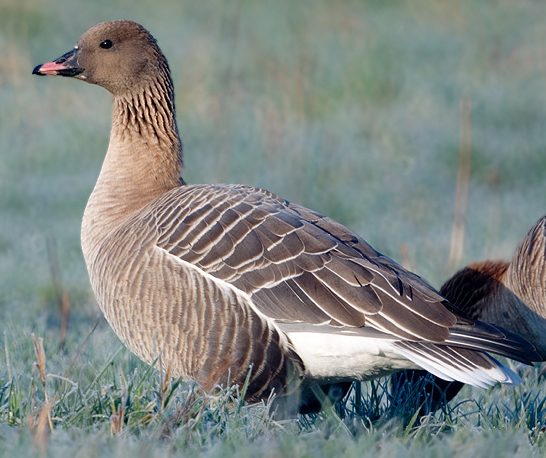
Kurzschnabelgans

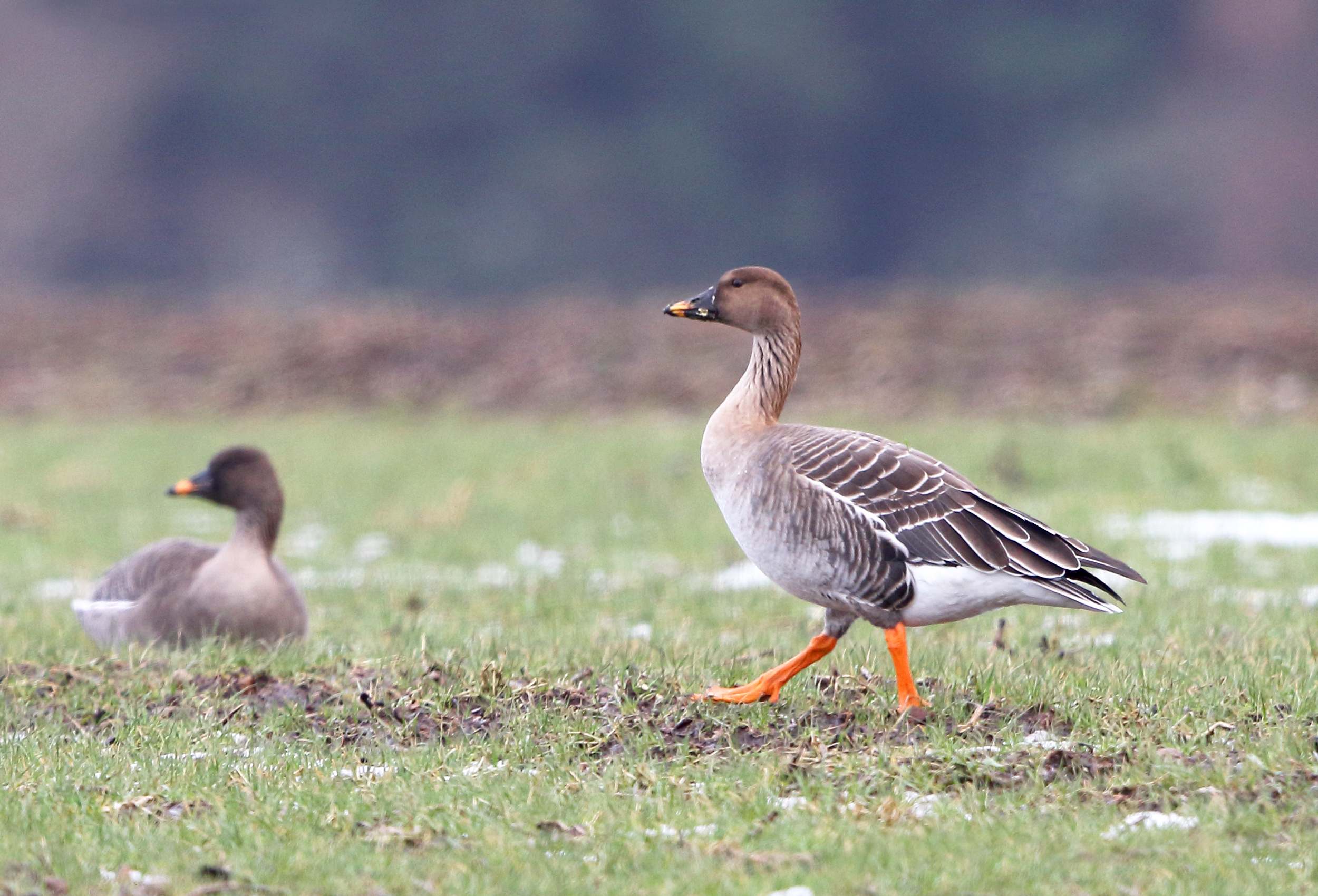
Waldsaatgans

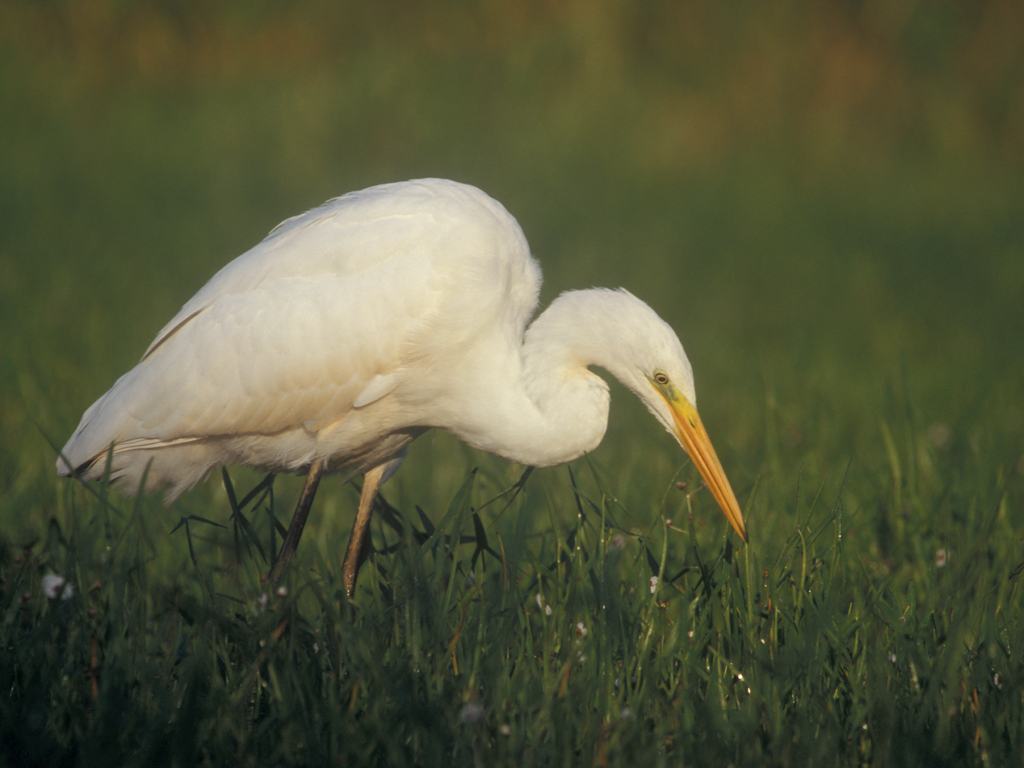
Silberreiher

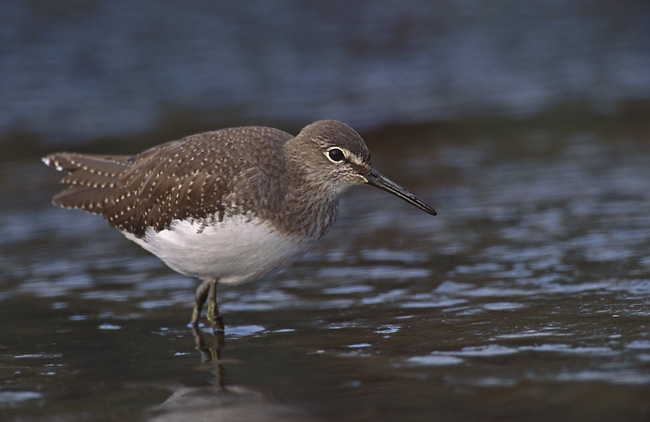
Waldwasserläufer

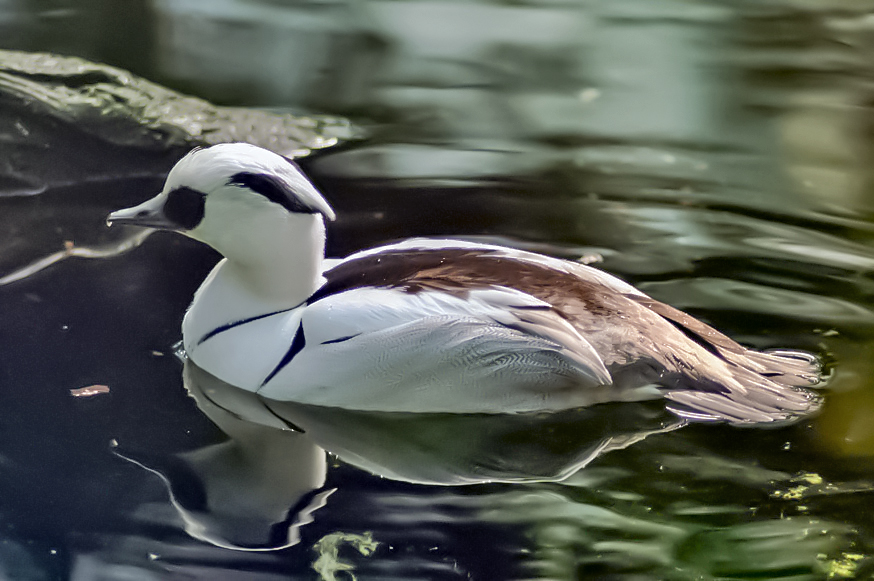
Zwergsäger

Blässgans
Erhaltung großräumiger, offener Landschaften mit freien Sichtverhältnissen und Flugkorridoren (Freihaltung der Lebensräume von Stromfreileitungen, Windenergieanlagen), die Erhaltung und Entwicklung von geeigneten Nahrungsflächen (vor allem feuchtes Dauergrünland, Überschwemmungsflächen, Belassen von Stoppelbrachen), die Erhaltung und Entwicklung von dynamischen Auenbereichen und großflächigen Feuchtgebieten mit einer naturnahen Überflutungsdynamik sowie die Vermeidung von Störungen an Rast-, Nahrungs- und Schlafplätzen

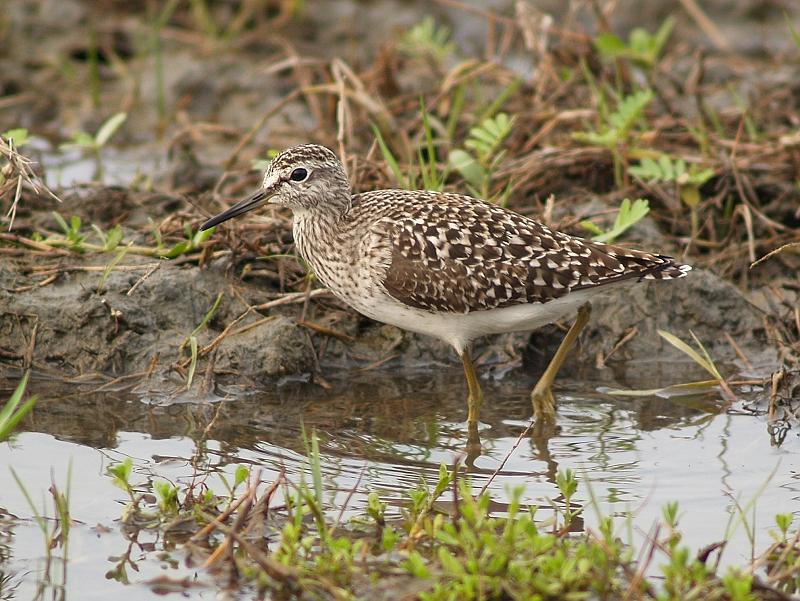
Bruchwasserläufer
Erhaltung und Entwicklung von geeigneten Nahrungsflächen, die Erhaltung und Entwicklung von dynamischen Auenbereichen und großflächigen Feuchtgebieten mit einer naturnahen Überflutungsdynamik, die Verbesserung des Wasserhaushaltes zur Stabilisierung eines hohen Grundwasserstandes in Feuchtgebieten, die Anlage von Kleingewässern und Flachwassermulden sowie die Vermeidung von Störungen an Rast- und Nahrungsflächen
Dunkler Wasserläufer
Erhaltung und Entwicklung von geeigneten Nahrungsflächen (vor allem Flachwasserzonen, Schlammufer, Feucht- und Nassgrünland, Überschwemmungsflächen), die Erhaltung und Entwicklung von dynamischen Auenbereichen und großflächigen Feuchtgebieten mit einer naturnahen Überflutungsdynamik (Rückbau von Uferbefestigungen, Schaffung von Retentionsflächen), die Verbesserung des Wasserhaushaltes zur Stabilisierung eines hohen Grundwasserstandes in Feuchtgebieten, die Anlage von Kleingewässern und Flachwassermulden sowie die Vermeidung von Störungen an Rast- und Nahrungsflächen
Fischadler
Aktuell sind keine speziellen Maßnahmen erforderlich (Stand 2020)
Gänsesäger
Erhaltung und Entwicklung von geeigneten Nahrungsgewässern sowie die Vermeidung von Störungen an Rast-, Nahrungs- und Schlafplätzen
Goldregenpfeifer
Erhaltung großräumiger, offener Landschaften sowie die Erhaltung und Entwicklung von geeigneten Nahrungsflächen
Grünschenkel
Erhaltung und Entwicklung von geeigneten Nahrungsflächen, die Erhaltung und Entwicklung von dynamischen Auenbereichen und großflächigen Feuchtgebieten mit einer naturnahen Überflutungsdynamik (vor allem Rückbau von Uferbefestigungen und Schaffung von Retentionsflächen), die Verbesserung des Wasserhaushaltes zur Stabilisierung eines hohen Grundwasserstandes in Feuchtgebieten, die Anlage von Kleingewässern und Flachwassermulden sowie die Vermeidung von Störungen an Rast- und Nahrungsflächen
Kampfläufer
Erhaltung und Entwicklung von geeigneten Nahrungsflächen, die Erhaltung und Entwicklung von dynamischen Auenbereichen und großflächigen Feuchtgebieten mit einer naturnahen Überflutungsdynamik, die Verbesserung des Wasserhaushaltes zur Stabilisierung eines hohen Grundwasserstandes in Feuchtgebieten, die Anlage von Kleingewässern und Flachwassermulden sowie die Vermeidung von Störungen an Rast- und Nahrungsflächen
Kurzschnabelgans
Erhaltung großräumiger, offener Landschaften mit freien Sichtverhältnissen und Flugkorridoren (Freihaltung der Lebensräume von Stromfreileitungen, Windenergieanlagen), die Erhaltung und Entwicklung von geeigneten Nahrungsflächen, die Erhaltung und Entwicklung von dynamischen Auenbereichen und großflächigen Feuchtgebieten mit einer naturnahen Überflutungsdynamik sowie die Vermeidung von Störungen an Rast-, Nahrungs- und Schlafplätzen
Pfeifente
Erhaltung und Entwicklung von geeigneten Nahrungsflächen wie feuchtes Dauergrünland und Überschwemmungsflächen, die Erhaltung und Entwicklung von dynamischen Auenbereichen und großflächigen Feuchtgebieten mit einer naturnahen Überflutungsdynamik sowie die Vermeidung von Störungen an Rast-, Nahrungs- und Schlafplätzen
Rohrdommel
Erhaltung und Entwicklung von naturnahen, störungsarmen Stillgewässern und langsam strömenden Fließgewässern mit einer natürlichen Vegetationszonierung im Uferbereich sowie von Gräben und Feuchtgebieten mit ausgedehnten Röhricht- und Schilfbeständen, die Verbesserung des Wasserhaushaltes zur Stabilisierung eines hohen Grundwasserstandes in Feuchtgebieten, die gegebenenfalls behutsame Schilfmahd unter Erhalt eines hohen Anteils an Altschilf, die Verbesserung des Nahrungsangebotes im Umfeld der Brut-, Rast- und Nahrungsplätze sowie die Vermeidung von Störungen an potenziellen Brutplätzen sowie an Rast- und Nahrungsplätzen
Waldsaatgans
Erhaltung großräumiger, offener Landschaften mit freien Sichtverhältnissen und Flugkorridoren (Freihaltung der Lebensräume von Stromfreileitungen, Windenergieanlagen), die Erhaltung und Entwicklung von geeigneten Nahrungsflächen (vor allem Belassen von Stoppelbrachen, feuchtes Dauergrünland, Überschwemmungsflächen), die Erhaltung und Entwicklung von dynamischen Auenbereichen und großflächigen Feuchtgebieten mit einer naturnahen Überflutungsdynamik sowie die Vermeidung von Störungen an Rast-, Nahrungs- und Schlafplätzen
Schellente
Erhaltung und Entwicklung von geeigneten Nahrungsgewässern sowie die Vermeidung von Störungen an Rast- und Nahrungsflächen
Seeadler
Aktuell sind keine speziellen Maßnahmen erforderlich (Stand 2020)
Sichelstrandläufer
Erhaltung und Entwicklung von geeigneten Nahrungsflächen wie Flachwasserzonen, Schlammufern, Feucht-, Nassgrünland und Überschwemmungsflächen, die Erhaltung und Entwicklung von dynamischen Auenbereichen und großflächigen Feuchtgebieten mit einer naturnahen Überflutungsdynamik (Rückbau von Uferbefestigungen, Schaffung von Retentionsflächen), die Verbesserung des Wasserhaushaltes zur Stabilisierung eines hohen Grundwasserstandes in Feuchtgebieten, die Anlage von Kleingewässern und Flachwassermulden sowie die Vermeidung von Störungen an Rast- und Nahrungsflächen
Silberreiher
Zurzeit sind keine speziellen Maßnahmen erforderlich (Stand 2020)
Singschwan
Erhaltung großräumiger, offener Landschaften mit freien Sichtverhältnissen und Flugkorridoren (Freihaltung der Lebensräume von Stromfreileitungen, Windenergieanlagen), die Erhaltung und Entwicklung von geeigneten Nahrungsflächen, die Erhaltung und Entwicklung von dynamischen Auenbereichen und großflächigen Feuchtgebieten mit einer naturnahen Überflutungsdynamik sowie die Vermeidung von Störungen an Rast-, Nahrungs- und Schlafplätzen
Spießente
Erhaltung und Entwicklung von vegetationsreichen Nahrungsgewässern mit seichten Flachwasserbereichen, die Reduzierung von Nährstoffeinträgen im Bereich der Brut- und Nahrungsplätze sowie die Vermeidung von Störungen an Brut-, Rast- und Nahrungsplätzen
Waldwasserläufer
Erhaltung und Entwicklung von geeigneten Nahrungsflächen, die Erhaltung und Entwicklung von dynamischen Auenbereichen und großflächigen Feuchtgebieten mit einer naturnahen Überflutungsdynamik, die Verbesserung des Wasserhaushaltes zur Stabilisierung eines hohen Grundwasserstandes in Feuchtgebieten, die Anlage von Kleingewässern und Flachwassermulden sowie die Vermeidung von Störungen an Rast- und Nahrungsflächen
Zwerggans
Erhaltung großräumiger, offener Landschaften mit freien Sichtverhältnissen und Flugkorridoren (Freihaltung der Lebensräume von Stromfreileitungen, Windenergieanlagen), die Erhaltung und Entwicklung von geeigneten Nahrungsflächen (feuchtes Dauergrünland, Überschwemmungsflächen, Belassen von Stoppelbrachen), die Erhaltung und Entwicklung von dynamischen Auenbereichen und großflächigen Feuchtgebieten mit einer naturnahen Überflutungsdynamik sowie die Vermeidung von Störungen an Rast-, Nahrungs- und Schlafplätzen
Zwergsäger
Erhaltung und Entwicklung von geeigneten Nahrungsgewässern sowie die Vermeidung von Störungen an Rast- und Nahrungsflächen
Zwergschnepfe
Erhaltung und Entwicklung von geeigneten Nahrungsflächen, die Erhaltung und Entwicklung von dynamischen Auenbereichen und großflächigen Feuchtgebieten mit einer naturnahen Überflutungsdynamik, die Verbesserung des Wasserhaushaltes zur Stabilisierung eines hohen Grundwasserstandes in Feuchtgebieten, die Anlage von Kleingewässern und Flachwassermulden sowie die Vermeidung von Störungen an Rast- und Nahrungsflächen

## Zusammenhang mit anderen Schutzgebieten
Mit dem Vogelschutzgebiet „Unterer Niederrhein“ sind folgende, zusammenhängende Schutzgebiete (Liste nicht vollständig) ausgewiesen:
- FFH-Gebiet „Kalflack“ (DE-4203-302)
- Naturschutzgebiet „Rheinaue Walsum“ (DU-002)
- Naturschutzgebiet „Grietherorter Altrhein“ (KLE-003)
- Naturschutzgebiet „Hübsche Grändort“ (KLE-031)
- Naturschutzgebiet „Bislicher Insel“ (WES-005)
- Naturschutzgebiet „Reeser Schanz, Rheinaue zwischen Obermörmter und Vynen, bei Gut Grindt und Haus Lüttingen“ (WES-011)
- Naturschutzgebiet „Hasenfeld und Rheinvorland zwischen Eversael und Ossenberg“ (WES-016)
- Naturschutzgebiet „Momm-Niederung“ (WES-018)
- Naturschutzgebiet „Droste Woy, Rheinaue zwischen Wesel und Bislich“ (WES-026)
- Naturschutzgebiet „Rheinaue zwischen Büderich und Perrich“ (WES-029)
- Naturschutzgebiet „Rheinvorland zwischen Mehrum und Emmelsum“ (WES-055)